# Oblat militaire
Depuis le Moyen Âge, et encore dans le catholicisme actuel, un oblat (du latin oblatus (offert) et oblatio (don)) est un laïc qui se donne à un monastère et dont il vit la spiritualité monastique. 

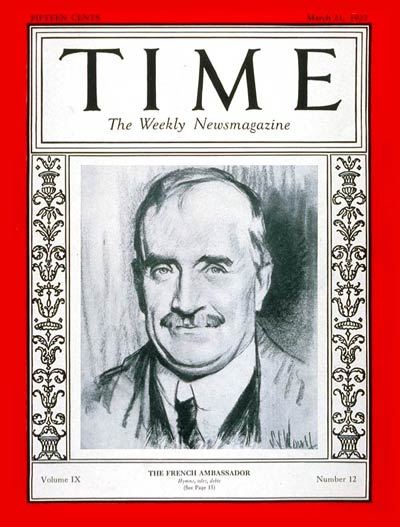
Paul Claudel, oblat bénédictin (Time Magazine du 21 mars 1927)

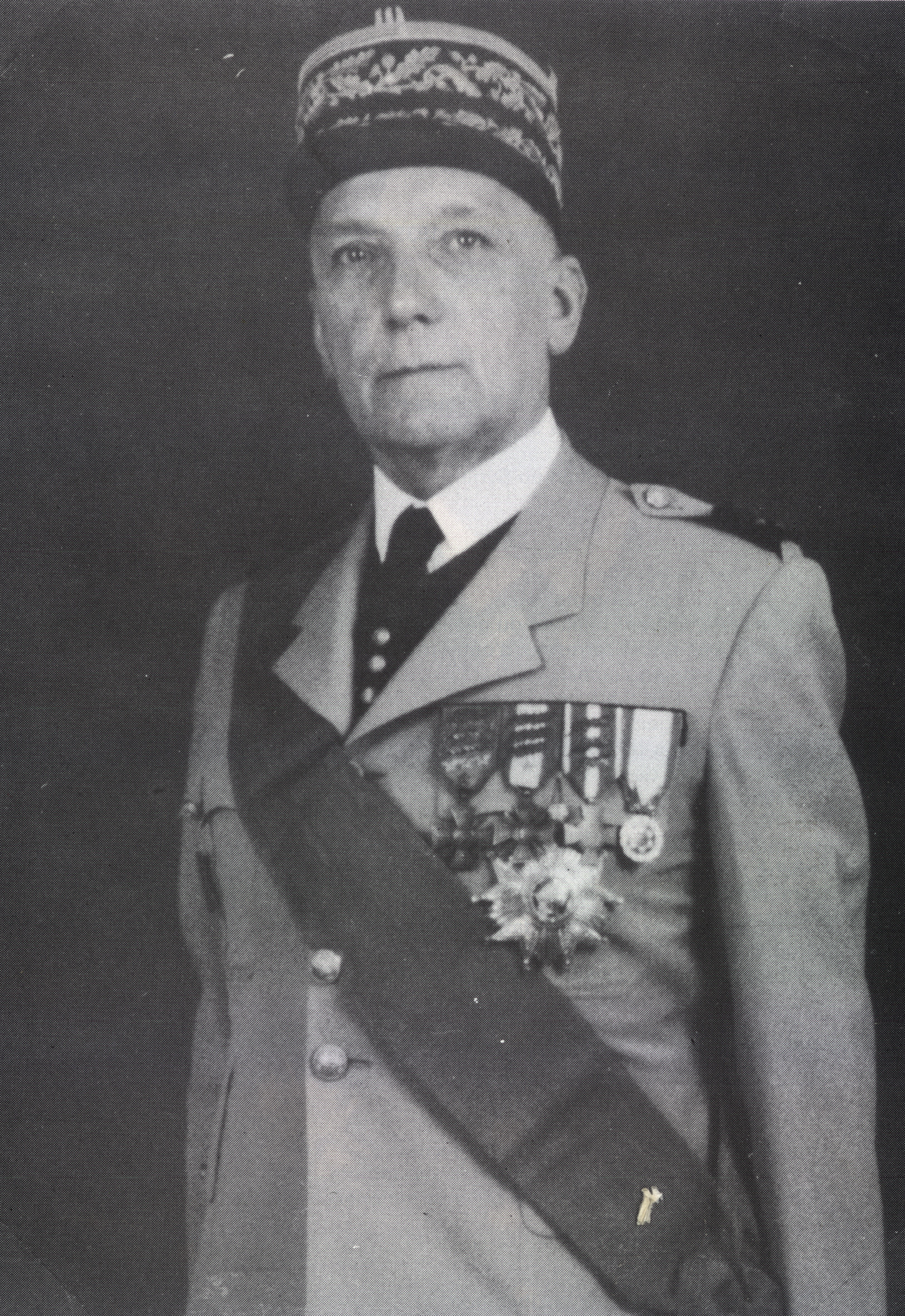
Le général d'armée Jean Olié (1904-2003), oblat bénédictin

Le système d'oblats militaires dura en France pendant cinq siècles, du XIIIe au XVIIIe siècle. Des soldats et officiers, pour récompense de leurs services, était présentés et nourris dans des monastères, en vertu de clauses insérées en l'acte de fondation de ces maisons. 

## Origines
Sur décision du roi de France, certains soldats et officiers méritants, devenus invalides à la suite de blessures importantes, pouvaient devenir pensionnaires de certains monastères.
Cette pratique, envisagée depuis Philippe-Auguste, se répandit sous Saint Louis avec le retour en Europe de nombreux croisés rendus invalides.

## AuXVIesiècle
À partir de 1575, plusieurs de ces oblats militaires quittèrent les monastères pour être réunis dans une maison créée à cet effet par Henri III, qui avait manifesté qu'il percevait exactement les données du problème mais n'avait rien pu faire.  Henri IV les avait installé à la « Maison de la Charité chrétienne » à Paris, au faubourg Saint-Marcel, pour abriter les soldats estropiés. 
Le roi leur assigna des revenus sur les hôpitaux et maladreries de France et en fit une sorte d'ordre militaire (l'Ordre de la Charité chrétienne) dans lequel les soldats et officiers portaient sur leur manteau une croix ancrée, en satin blanc bordée de bleu, chargée en cœur d'un losange de satin bleu brodé d'une fleur de lis d'or.
En 1605, Henri IV entreprit de consolider ce projet mais son assassinat en 1610 ne lui en laissa pas le temps.
À partir de 1611, un arrêt du Conseil d'état entama la suppression de cette institution et renvoya ces invalides comme oblats militaires dans les monastères.
En 1633-1634, Richelieu avait repris l'institution de Henri IV avec la Commanderie de Saint-Louis. Il avait vu grand. Une sorte d'hôpital destiné aux anciens soldats commença à s'élever à Bicêtre.   La guerre suspendit les travaux. On revint au système tout à fait insuffisant des pensions d'oblats.

## Raréfaction
À partir de 1670 et jusqu'à la fin du XVIIIe siècle, principalement avec le début de la construction de l'Hôtel des Invalides à Paris par Louis XIV, ce système se raréfie (Voir Dominique Dinet, 1990 : De l'épée à la croix : Les soldats passés à l'ombre des cloîtres (fin XVIe - fin XVIIIe siècles) ). Au début du XXIe siècle, plusieurs officiers sont encore oblats.